# Temporada 1991-92 de los Orlando Magic
La temporada 1991-92 fue la tercera de los Orlando Magic en la NBA. La temporada regular acabó con 21 victorias y 61 derrotas, ocupando el decimocuarto y último puesto de la conferencia Este, a la que fue reenviado después de jugar un año en el Oeste, no logrando clasificarse para los playoffs.

## Elecciones en elDraft
| Ronda | Puesto | Jugador         | Posición  | Nacionalidad   | Universidad          |
| ----- | ------ | --------------- | --------- | -------------- | -------------------- |
| 1     | 10     | Brian Williams  | Ala-Pívot | Estados Unidos | Arizona              |
| 1     | 23     | Stanley Roberts | Pívot     | Estados Unidos | Louisiana State      |
| 2     | 36     | Chris Corchiani | Base      | Estados Unidos | North Carolina State |

## Temporada regular
| División Atlántico | División Atlántico | División Atlántico | División Atlántico | División Atlántico | División Atlántico | División Atlántico | División Atlántico | División Atlántico |
| Equipo             | G                  | P                  | %                  | PD                 | Casa               | Fuera              | Div                |                    |
| ------------------ | ------------------ | ------------------ | ------------------ | ------------------ | ------------------ | ------------------ | ------------------ | ------------------ |
| y-Boston Celtics   | 51                 | 31                 | .622               | —                  | 34–7               | 17–24              | 19–9               |                    |
| x-New York Knicks  | 51                 | 31                 | .622               | —                  | 30–11              | 21–20              | 20–8               |                    |
| x-New Jersey Nets  | 40                 | 42                 | .488               | 11                 | 25–16              | 15–26              | 15–13              |                    |
| x-Miami Heat       | 38                 | 44                 | .463               | 13                 | 28–13              | 10–31              | 14–14              |                    |
| Philadelphia 76ers | 35                 | 47                 | .427               | 16                 | 23–18              | 12–29              | 15–13              |                    |
| Washington Bullets | 25                 | 57                 | .305               | 26                 | 14–27              | 11–30              | 7–21               |                    |
| Orlando Magic      | 21                 | 61                 | .256               | 30                 | 13–28              | 8–33               | 8–20               |                    |

## Estadísticas
| Rk | Jugador          | Edad | P  | PT | MP   | TC  | TCI  | %TC  | T3  | T3I | %T3  | TL  | TLI | %TL  | RO  | RD  | RT  | AS  | RB  | TAP | BP  | FP  | PTS  |
| -- | ---------------- | ---- | -- | -- | ---- | --- | ---- | ---- | --- | --- | ---- | --- | --- | ---- | --- | --- | --- | --- | --- | --- | --- | --- | ---- |
| 1  | Nick Anderson    | 24   | 60 | 59 | 36.7 | 8.0 | 17.4 | .463 | 0.5 | 1.4 | .353 | 3.4 | 5.1 | .667 | 1.6 | 4.8 | 6.4 | 2.7 | 1.6 | 0.6 | 2.1 | 2.2 | 19.9 |
| 2  | Dennis Scott     | 23   | 18 | 15 | 33.8 | 7.4 | 18.4 | .402 | 1.6 | 4.9 | .326 | 3.6 | 3.9 | .901 | 0.8 | 2.9 | 3.7 | 1.9 | 1.1 | 0.5 | 1.7 | 2.7 | 19.9 |
| 3  | Anthony Bowie    | 28   | 52 | 26 | 33.1 | 6.0 | 12.2 | .493 | 0.3 | 0.8 | .386 | 2.3 | 2.6 | .860 | 1.3 | 3.4 | 4.7 | 3.1 | 1.1 | 0.7 | 2.1 | 1.9 | 14.6 |
| 4  | Scott Skiles     | 27   | 75 | 63 | 31.7 | 4.8 | 11.6 | .414 | 1.2 | 3.3 | .364 | 3.3 | 3.7 | .895 | 0.5 | 2.2 | 2.7 | 7.3 | 1.0 | 0.1 | 3.1 | 2.5 | 14.1 |
| 5  | Terry Catledge   | 28   | 78 | 67 | 31.2 | 5.9 | 11.8 | .496 | 0.0 | 0.1 | .000 | 3.1 | 4.4 | .694 | 3.3 | 3.7 | 7.0 | 1.4 | 0.7 | 0.2 | 1.8 | 2.5 | 14.8 |
| 6  | Jerry Reynolds   | 29   | 46 | 16 | 25.2 | 4.3 | 11.3 | .380 | 0.1 | 0.5 | .125 | 3.4 | 4.1 | .836 | 1.0 | 2.2 | 3.2 | 3.3 | 1.4 | 0.4 | 2.1 | 1.5 | 12.1 |
| 7  | Sam Vincent      | 28   | 39 | 18 | 22.7 | 3.8 | 8.9  | .430 | 0.0 | 0.3 | .077 | 2.8 | 3.3 | .846 | 0.5 | 2.1 | 2.6 | 3.8 | 0.9 | 0.1 | 1.8 | 1.4 | 10.5 |
| 8  | Jeff Turner      | 29   | 75 | 42 | 21.2 | 3.0 | 6.7  | .451 | 0.0 | 0.1 | .125 | 1.1 | 1.5 | .693 | 0.8 | 2.5 | 3.3 | 1.2 | 0.3 | 0.2 | 1.4 | 3.1 | 7.1  |
| 9  | Greg Kite        | 30   | 72 | 44 | 20.5 | 1.3 | 3.0  | .437 | 0.0 | 0.0 | .000 | 0.6 | 0.9 | .588 | 2.2 | 3.4 | 5.6 | 0.6 | 0.4 | 0.8 | 0.8 | 2.9 | 3.2  |
| 10 | Stanley Roberts  | 21   | 55 | 34 | 20.3 | 4.3 | 8.1  | .529 | 0.0 | 0.0 | .000 | 1.8 | 3.6 | .515 | 2.1 | 4.1 | 6.1 | 0.7 | 0.4 | 1.5 | 1.4 | 4.0 | 10.4 |
| 11 | Brian Williams   | 22   | 48 | 2  | 18.9 | 3.6 | 6.8  | .528 | 0.0 | 0.0 |      | 2.0 | 3.0 | .669 | 2.4 | 3.3 | 5.7 | 0.7 | 0.9 | 1.1 | 1.8 | 2.9 | 9.1  |
| 12 | Sean Higgins     | 23   | 32 | 12 | 18.1 | 3.8 | 8.2  | .469 | 0.2 | 0.8 | .250 | 0.8 | 0.9 | .828 | 0.8 | 2.1 | 2.9 | 1.2 | 0.4 | 0.2 | 1.2 | 1.6 | 8.6  |
| 13 | Otis Smith       | 28   | 55 | 5  | 15.9 | 2.1 | 5.8  | .365 | 0.1 | 0.4 | .381 | 1.3 | 1.7 | .769 | 0.7 | 1.4 | 2.1 | 1.0 | 0.7 | 0.2 | 1.1 | 1.5 | 5.6  |
| 14 | Stephen Thompson | 23   | 1  | 0  | 15.0 | 1.0 | 3.0  | .333 | 0.0 | 0.0 |      | 0.0 | 0.0 |      | 0.0 | 1.0 | 1.0 | 1.0 | 0.0 | 0.0 | 2.0 | 2.0 | 2.0  |
| 15 | Chris Corchiani  | 23   | 51 | 1  | 14.5 | 1.5 | 3.8  | .399 | 0.2 | 0.7 | .270 | 1.8 | 2.0 | .875 | 0.4 | 1.2 | 1.5 | 2.8 | 0.9 | 0.0 | 1.5 | 1.8 | 5.0  |
| 16 | Mark Acres       | 29   | 68 | 6  | 13.6 | 1.1 | 2.2  | .517 | 0.0 | 0.0 | .333 | 0.8 | 1.0 | .761 | 1.4 | 2.3 | 3.7 | 0.3 | 0.4 | 0.2 | 0.5 | 2.1 | 3.1  |
| 17 | Morlon Wiley     | 25   | 9  | 0  | 10.0 | 1.0 | 3.1  | .321 | 0.0 | 0.4 | .000 | 0.3 | 0.6 | .600 | 0.2 | 0.6 | 0.8 | 1.4 | 0.4 | 0.0 | 0.9 | 1.4 | 2.3  |

## Galardones y récords
| Jugador         | Galardón                                |
| Stanley Roberts | 2.º Mejor quinteto de rookies de la NBA |